# Saltstraumen
A Saltstraumen egy szűk tengerszoros Norvégia Nordland megyéjében, Bodø város közigazgatási területén. A Salt-fjordot és a Skjerstad-fjordot köti össze, Straumøya és Knaplundsøya szigetek között. A tengeri árapály váltakozása itt a világ legintenzívebb torlóáramlását hozza létre, látványos és veszélyes örvényeket (maelstrom) keltve. A szoros csak az árapály kiegyenlítődésekor, a nyugodt víz óráiban hajózható.

## Fekvése
A Saltstraumen tengerszoros Nordland megye Bodø városának közigazgatási területéhez tartozik, a várostól kb. 15 km-re délkeletre fekszik, két sziget között. A szoros külső, északi vége a széles Skjerstad-fjordhoz (Skjerstadfjorden) csatlakozik, belső, déli vége a belső Salt-fjordban (Saltfjorden) végződik. A nagy Skjerstad-fjord közvetlenül az Északi-tengerre nyílik. A 40 km hosszú Salt-fjord a szárazfölddel határos, kelet felé a Straumen-félszigetif, délen a Salt folyóvölgy torkolatáig (Saltdal) nyúlik be.
A két fjord vízterületét a Fleinvær szigetcsoport nyugat-keleti lánca választja el, köztük a két legnagyobb a Straumøya és Knaplundsøya sziget, amelyek a Saltstraumen tengerszorost fogják közre. A tengerszoros legszűkebb pontja fölött a Saltstraumen-híd (norvégul: Saltstraumen bru) vezet át, amelynek két pillére a szorosban fekvő apró Storholmen-szigetre támaszkodik. A hídnyílás mérete nagyobb hajók áthaladását is lehetővé teszi, de ez csak az árapály fordulásakor, a nyugodt víz óráiban lehetséges.
(A Salt-fjordnak nyugaton, a Skånland-félsziget és a Skånlandsholmen sziget között van egy keskeny összeköttetése az Északi-tengerrel is, de itt a beérkező nyílt tengeri árhullámot a nagy Sandhornøya sziget megtöri, az árapály jelensége itt kevésbé látványos).

## Történelme
A környéken 10 000 éves emberi települések nyomait tárták fel, ezek Norvégia legrégebbi ilyen leletei közé tartoznak. A őskori halász-vadászok a jégtakaró peremén éltek, kihasználva az erős tengeráramlások halban gazdag vizeit.
A kutatások jelenlegi álláspontja szerint a Saltstraumen-szoros jelenlegi formájában csak mintegy 2–3000 év óta létezik, amikor a legutóbbi jégkorszak levonulása után a földrétegek felemelkedtek és a szigetek partvonala kialakult.
Saltstraumen neve Salten kerület nevéből, és a germán straum / strom szóból származik, utóbbi jelentése áramlás, erős vízmozgás.

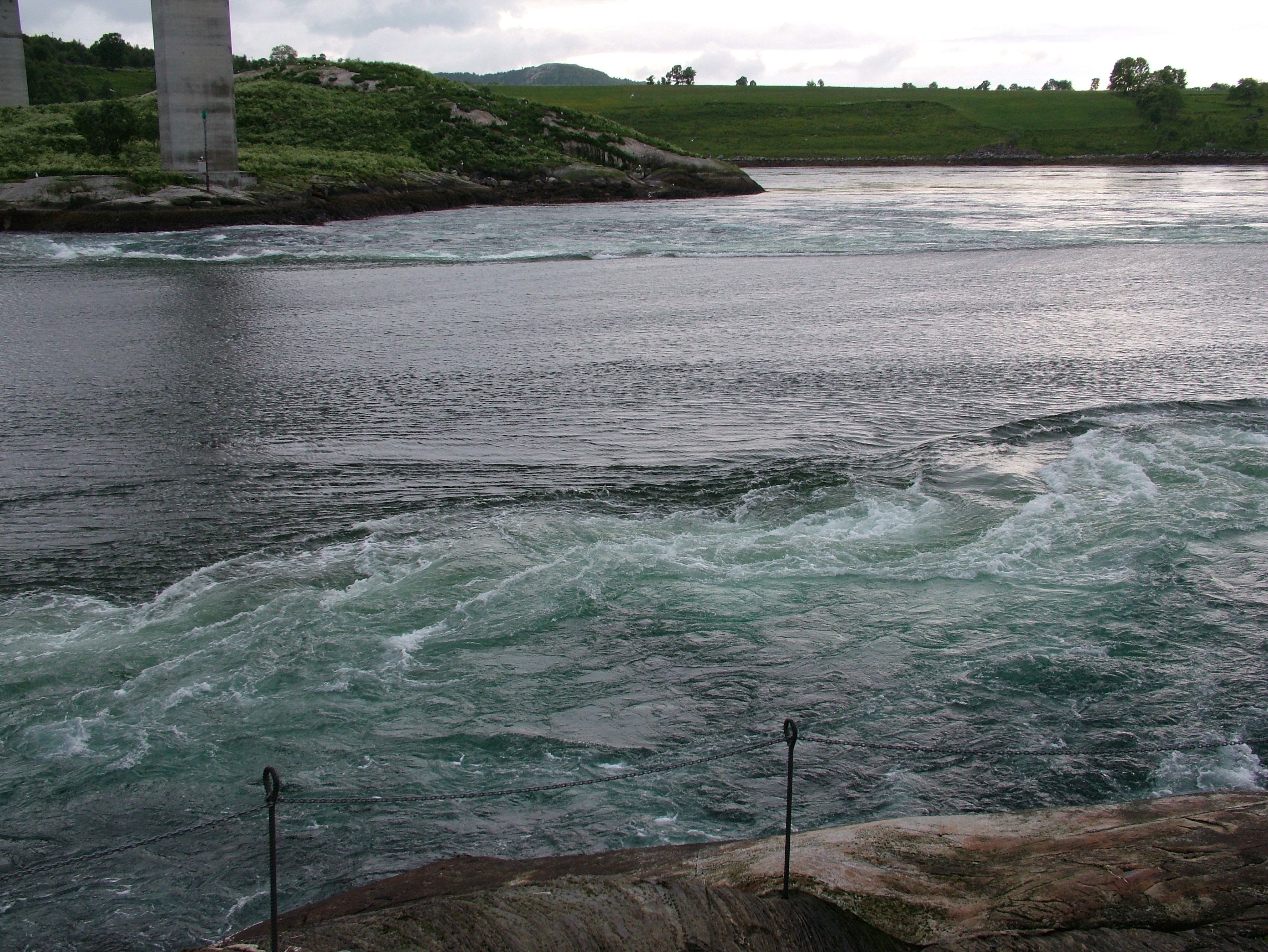
A Saltstraumen örvényei

## Árapály
A Saltstraumen tengerszoros produkálja a világ legerősebb árapály-áramlását. Minden nap, hat óránként ismétlődve mintegy 400 000 000 m3 tengervíz préselődik át a 3 km hosszú és 150 m széles tengerszoros sziklafalai között. A torlóáramlás sebessége eléri a 22 csomó (41 km/h) sebességet. Nagy méretű és erős szívóhatású vízörvények alakulnak ki, melyeket norvégul maelstrom-nak neveznek. A torlóáramlás csúcspontján a vízörvények átmérője elérheti a 10 métert, mélységük 5 méterre is lenyúlhat. Az erős áramlás óráiban a vízi közlekedés veszélyes, csak a helyi viszonyokat igen jól ismerő horgászok, sportolók, vízimentők mozognak, erős motorcsónakokon.
A torlóáramlás akkor alakul ki, amikor az Északi-tenger felől dagály felduzzasztja külső Saltfjord vízszintjét, és a szűk szorosan át elkezdi feltölteni a belső Skjerstad-fjordot. A két fjordban a tengerszintek különbsége eléri az 1 métert. Amikor az árapály megfordul (azaz a tengerszint legmagasabb és legalacsonyabb állásakor), az áramlás lelassul, rövid időtartamra a víz megnyugszik, ezekben az órákban a szoros hajózható.
A veszélyes tengeri örvények norvég neve, a maelstrom, németes formában Maelström vagy Malström 1822-ben került be a világirodalomba, amikor Edgar Allan Poe romantikus novellája, A Maelström poklában megjelent. Poe erős túlzással, a valóságnál sokkal nagyobbnak, megsemmisítő erejűnek, a pokol kapujának írta le a Lofoten-szigetek táján látott örvényléseket. Jules Verne Nemo kapitány (20 000 mérföld a tenger alatt) című, 1870-ben megjelent regényében is hajókat elnyelő, óriási, szinte feneketlen örvényként írta le a Maelström-öt.

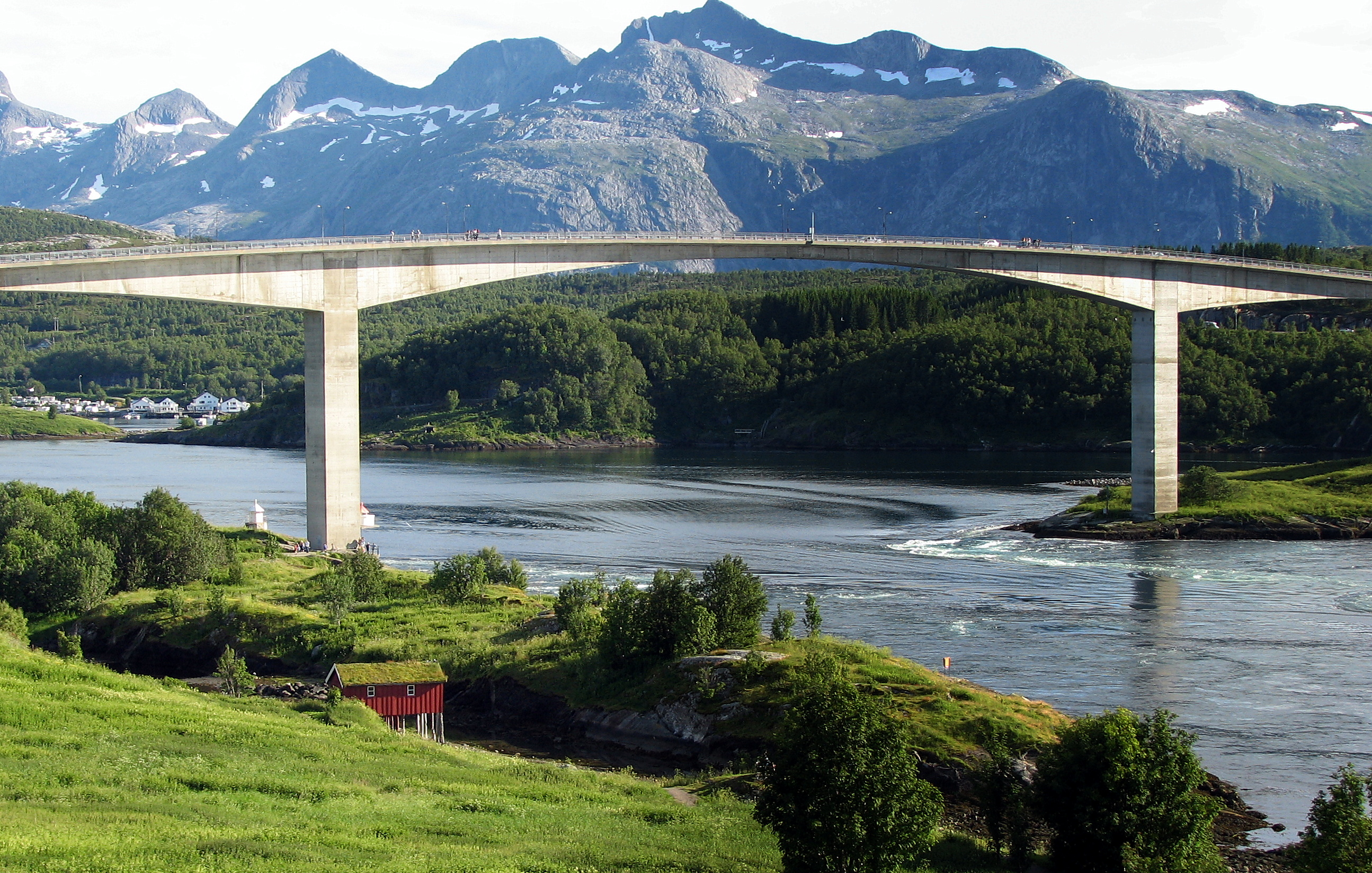

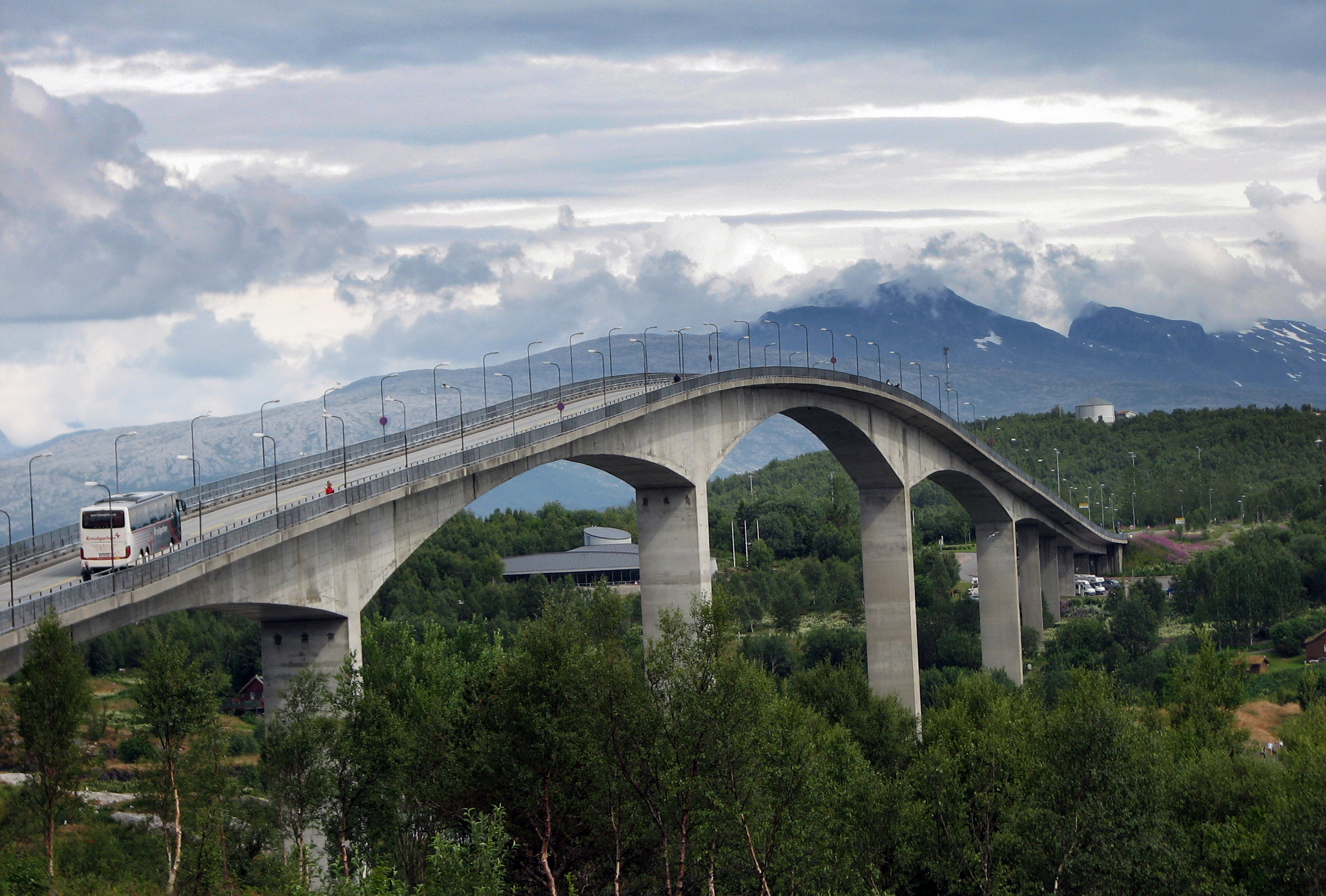
A Saltstraumen-híd (háttérben a Børvasstindene hegylánc)

## Közlekedés
1978 óta a tengerszoros fölött a látványos kilátást kínáló Saltstraumen-híd (norvégul: Saltstraumen bru) vezet át, amelyen a 17. sz. megyei főút (Fylkesvei 17) halad. A 17. út Løding térségében becsatlakozik a nyugat-keleti irányú 80. sz. országos főútvonalba (Riksveg 80), Bodø és Fauske között.
A Saltstraumen körzete Oslo és Dél-Norvégia felől vasúton is megközelíthető. A Norvég Államvasutak Nordland-vonalának (Nordlandsbanen) északi végállomása Bodø-ben van. Innen regionális buszjárattal lehet eljutni Knaplundsøya sziget nyugati csúcsára, a kis Saltstraumen községbe, amely a szoros keleti partján fekszik.

## Horgászat, sport

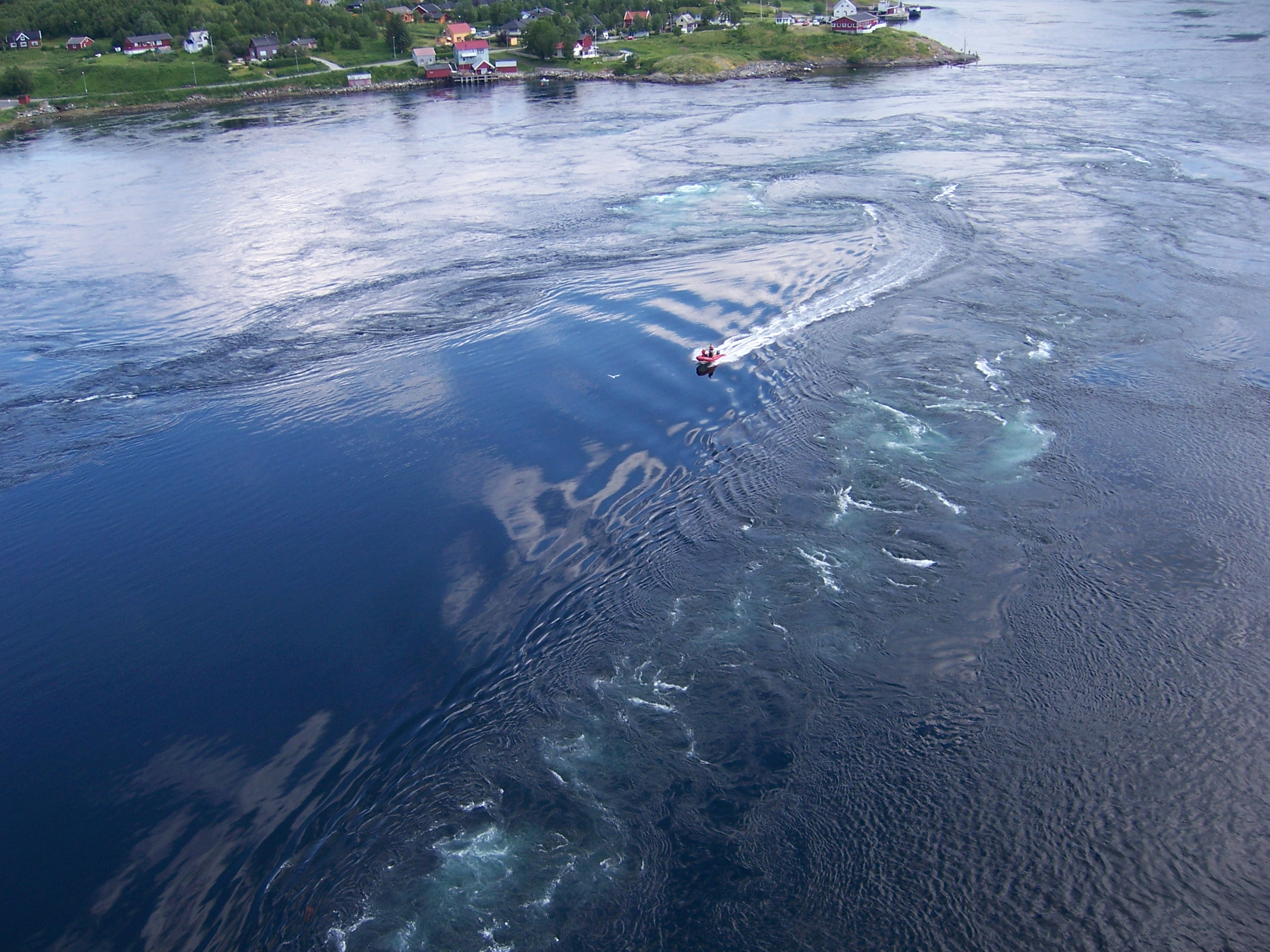
Motorcsónakos túra az örvények között

A Saltstraumen partja kedvelt horgászhely, mivel az erős áramlások révén a víz oxigénben és tápanyagban dús, ez nagy halrajokat vonz. Bőségben előfordul itt számos északi-tengeri halfaj, így az atlanti tőkehal, a fekete tőkehal, a sugarasúszójú ragadozóhalak (anarhichadidae), a norvég sügér (sebastes norvegicus), az atlanti laposhal (hipoglossus) és más fajok. A fekete tőkehal a térség specialitása, itt fogták ki (horoggal) a világ eddig ismert legnagyobb, 22,3 kg-os példányát.
1996-ban látogatóközpontot nyitottak a parton, amelyben helytörténeti kiállítást is berendeztek, a tengerszoros földtörténetét, a különleges tengeráramlás fizikáját mutatták be, a környék régészeti leleteivel együtt. A központot néhány évvel később pénzhiány miatt bezárták.